# Xã McClellan, Quận Newton, Indiana
Xã McClellan (tiếng Anh: McClellan Township) là một xã thuộc quận Newton, tiểu bang Indiana, Hoa Kỳ. Năm 2010, dân số của xã này là 217 người.